# SN 2006ab
SN 2006ab – supernowa typu Ic odkryta 18 lutego 2006 roku w galaktyce PGC0010652. Jej maksymalna jasność wynosiła 17,58m.